# Morzyca (Wałcz)
Morzyca – część miasta Wałcz, przy zachodniej granicy miasta, ok. 0,5 km na północ od jeziora Raduń. Przez Morzycę przebiega ul. Chopina oraz linia kolejowa nr 403.